# Sköld (geologi)

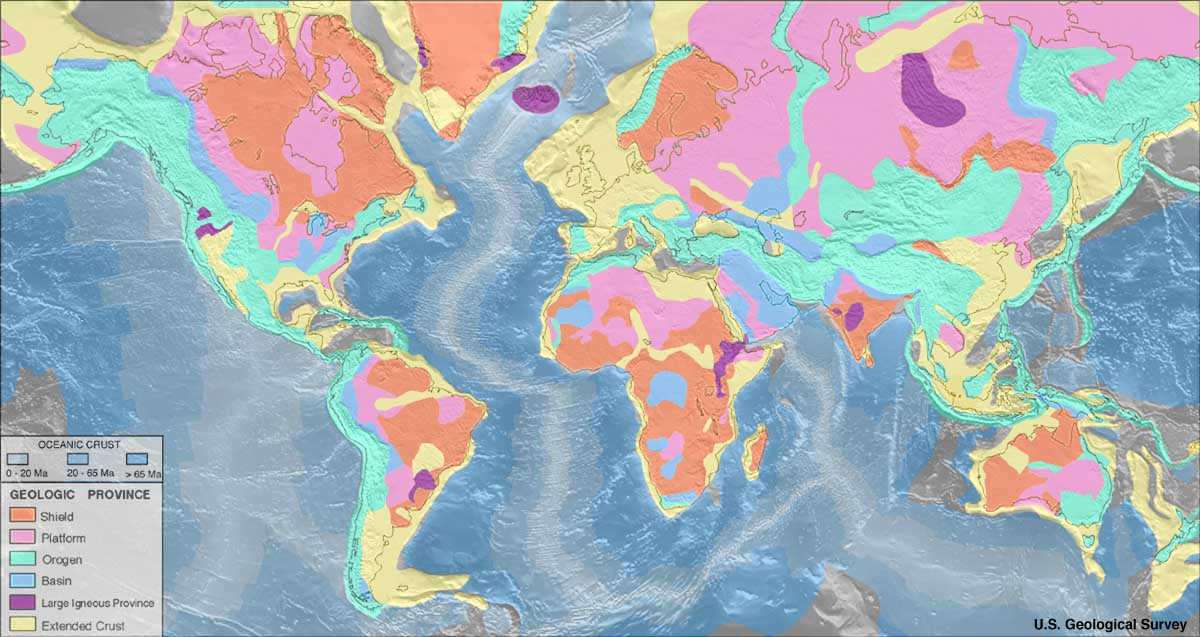
Sköldar är här orangemarkerade.

En sköld, eller urbergssköld, är en del av en kraton där urberg, en berggrund äldre än 540 miljoner år, kommer i dagen eller bara är täckt av mycket tunt sedimentärt lager.
En sköld utgör tillsammans med en plattform en kraton, som är en gammal och stabil del av ett kontinentalblock, det vill säga av en litosfärplattas landområde.
Exempel på sköldar är:
- Fennoskandiska urbergsskölden
- Kanadensiska skölden
- Guyanaskölden